# Emma Cooke
Emma Cooke (n. 7 septembrie 1848, Fayetteville⁠(d), Comitatul Franklin, Pennsylvania, Pennsylvania, SUA – d. 22 ianuarie 1929, Washington, D.C., District of Columbia, SUA) a fost o arcașă ce a reprezentat Statele Unite ale Americii, medaliată olimpică. A participat la o ediție a Jocurilor Olimpice (1904) în care a câștigat două medalii de argint.